# Зедкайя, Джуреланг
Джуреланг Зедкайя (англ. Jurelang Zedkaia; 13 июля 1950, Маджуро — 7 октября 2015, там же) — племенной вождь, президент Маршалловых Островов с 2009 по 2012 год. В качестве спикера парламента стал 5-м президентом Маршалловых островов 26 октября 2009 года, когда прошлому президенту Литокве Томеингу был вынесен вотум недоверия.
От имени матери осуществлял обязанности Иройдж, вождя, атолла Маджуро, на котором расположена столица государства. Работал в фармацевтической промышленности, а также в управлении местного самоуправления  атолла Маджуро (MALGOV) в качестве советника в области здравоохранения, образования и социальных услуг. С 1981 года был сенатором в Нитиджеле, местном национальном собрании, пока в январе 2008 года не был избран его спикером.
Осенью 2009 года был избран президентом Маршалловых островов. В ноябре 2010 года после смерти матери стал вождём атолла Маджуро.